# Rensselaer (Indiana)
Rensselaer – miasto w Stanach Zjednoczonych, w stanie Indiana, siedziba administracyjna hrabstwa Jasper.